# USS Indianapolis (film)
USS Indianapolis (USS Indianapolis: Men of Courage) è un film del 2016 diretto da Mario Van Peebles, con Nicolas Cage, Tom Sizemore e Matt Lanter.

## Trama
1945. L'incrociatore pesante USS Indianapolis, comandato dal capitano di vascello Charles McVay, sta trasportando all'isola di Tinian Little Boy, la prima bomba atomica, che in seguito sarebbe stata utilizzata per bombardare Hiroshima verso la fine della seconda guerra mondiale. La nave, scelta per la sua elevata velocità di crociera, viaggia senza scorta a causa dell'altissima segretezza della missione. 
In viaggio nel Mar delle Filippine dopo aver sbarcato il proprio carico, il 30 luglio 1945 viene silurata e affondata da un sottomarino giapponese: 300 membri dell'equipaggio finiscono in fondo al mare, mentre più di ottocento uomini restano bloccati in mare per cinque giorni senza cibo e acqua, nelle acque più infestate da squali del mondo. I segnali di Mayday da parte dell'equipaggio sono ignorati dalle stazioni radio americane, che non hanno notizia di operazioni navali nella zona, tantomeno della presenza dell'incrociatore; viene ignorato anche il messaggio dello stesso comandante giapponese, che comunica l'affondamento e inoltra una richiesta di soccorso per i naufraghi. La maggior parte dei sopravvissuti muore divorata dagli squali o impazzita per la disidratazione, il sole e per aver bevuto acqua salata di mare tra cui il sottufficiale capo McWhorter. Al quinto giorno, un pilota d'aereo li scorge per caso e organizza il salvataggio nonostante gli ordini contrari della stessa stazione radio che aveva ignorato la richiesta di soccorso. Solo 317 uomini sopravvivono al disastro.
Alla ricerca di un capro espiatorio per la propria negligenza, la Marina americana condanna il capitano McVay, cui erano state tuttavia negate importanti informazioni di sicurezza, come l'avvenuto affondamento di un'altra unità e la presenza di sommergibili nemici nelle acque tra Tinian e le Filippine, per aver "messo a rischio la nave rinunciando a zigzagare", nonostante le prove schiaccianti a suo sostegno e la testimonianza dello stesso comandante giapponese. Al termine di un veloce processo, il capitano McVay sarà parzialmente scagionato dall'accusa, ma non reggerà il ricordo di quanto accaduto in quei giorni. Si suiciderà con un colpo di pistola alla tempia.

## Distribuzione
Il film è uscito nelle sale cinematografiche americane il 14 ottobre 2016; in quelle italiane il 19 luglio 2017.

## Accoglienza

### Incassi
Con un budget di 40 milioni di dollari, ad agosto 2017 l'incasso (senza quello delle sale americane) ammonta a 2158568 $

### Critica
Il film ha ricevuto generalmente recensioni negative da parte della critica, con un punteggio Rotten Tomatoes del 9%, basato su 11 recensioni. Frank Scheck di The Hollywood Reporter lo ha giudicato un film "raffazzonato", definendo i suoi effetti speciali come "scoraggiati e poco convincenti" e paragonando gli squali presenti nella pellicola a quelli del B-movie Sharknado. Secondo Glenn Kenny di RogerEbert.com, il film era "non proprio spiacevole", definendolo però allo stesso tempo "non degno di essere visto", con la sua "pigra inattenzione ai dettagli del periodo", riassumendola come "più di due ore di bumbling e pandering". Neil Genzlinger del The New York Times criticò la "mancanza di sottigliezza" del film per affrontare una storia definita come "quasi incredibile".